# Oscar Brazzi
Oscar Brazzi (* 1. Oktober 1918 in Bologna; † 24. Februar 1998 in Rom) war ein italienischer Filmschaffender.

## Leben
Der um zwei Jahre jüngere Bruder des Schauspielers Rossano Brazzi arbeitete seit Beginn der 1950er Jahre in vielfältigen Funktionen in der italienischen Filmindustrie. Er war Sekretär und Inspizient, Produktionsleiter und Organisator, schließlich Filmproduzent und – ebenso ab 1968 – Regisseur einiger Spielfilme. Dabei waren die von ihm finanzierten und teilweise nach eigenem Drehbuch inszenierten Filme durch rein kommerzielle Ausrichtung geprägt; er machte sie für seine eigene Firma Chiara Film, wobei er mehrfach seinen Bruder besetzte. 1983 zog er sich vom aktiven Geschäft zurück. Zwei Mal war er auch als Schauspieler zu sehen. Gelegentlich benutzte er das Pseudonym Oswald Bray.

## Filmografie (Auswahl)

### Regisseur
- 1968: Das Luder (Diario segreto di una minorenne) (auch Produktion und Drehbuch)
- 1979: Champagne e fagioli (auch Produktion und Drehbuch)